# Сан-Лукас-Охитлан
Сан-Лукас-Охитлан (исп. San Lucas Ojitlán)  —   муниципалитет в Мексике, входит в штат Оахака. Население — 19 871 человек (на 2005 год).